# Eurytoma xinganensis
Eurytoma xinganensis är en stekelart som beskrevs av Yang 1996. Eurytoma xinganensis ingår i släktet Eurytoma och familjen kragglanssteklar. Inga underarter finns listade i Catalogue of Life.